# Helena Lepa
Helena Lepa (hrvaško Jelena Lijepa, madžarsko Ilona), hrvaška kraljica, žena Dimitrija Zvonimirja, * ?, † verjetno okoli 1091.

## Življenje
Helena Lepa je bila hči  ogrskega kralja Béle I. in je bila sestra Álmoša  in ogrskega kralja Ladislava I.. Bila je poročena z  Zvonimirjem, ki je bil najkasneje okrog leta 1070 ban v stari Slavoniji. V zakonu se jima je rodil sin Radovan. Leta 1070 je Zvonimir postal sovladar Petra Krešimirja. Po smrti Petra Krešimirja je bil hrvaški kralj, a je njegov in Helenin sin Radovan verjetno umrl že pred njim in se po letu 1083 v ohranjenih virih ne omenja več.
Po Zvonimirjevi smrti leta 1089 naj bi Helena Štefanu II. ne priznala pravice do prestola in naj bi se zavzemala, da bi zavladal njen brat, ogrski kralj Ladislav. Štefanova vladavina je bila kratkotrajna, saj je umrl že leta 1091, po njegovi smrti pa je na Hrvaškem zavladala velika zmeda, v kateri sta se za nasledstvo borili protimadžarska stranka in pa madžarska stranka, ki naj bi delovala prav pod Heleninim vodstvom. Helena Lepa naj bi se domnevno iz Hrvaške umaknila v Slavonijo in od tam poklicala na pomoč svojega brata Ladislava I.
Helenina politična vloga po smrti vladarja Zvonimirja je osnovana na kasnejših zgodovinskih virih in jo povzema večina hrvaških zgodovinarjev. Nimamo pa zanesljivih zgodovinskih virov, da je bila Helena v času po Zvonimirjevi smrti dejansko sploh še živa.  Vsekakor pa je pa je njena sorodstvena povezava z ogrsko vladarsko hišo Madžarom omogočila vmešavanje v notranjo politiko tedanje hrvaške države. Ladislav je leta 1092 brez večjega odpora zasedel Slavonijo, kjer je za vladarja postavil Álmoša, ostale Hrvaške pa si ni uspel podrediti. Šele nasledniku Kolomanu je uspelo pridobiti oblast tudi Hrvaško in Dalmacijo.